# Hagop Bedros II. Hovsepian
Hagop Bedros II. Hovsepian, auch Jakob Petrus II. Hovsepian, armenisch Յակոբ Պետրոս Բ. Յովսէփեան (* um 1689 in Aleppo; † 1753) war ein armenischer Geistlicher und der zweite Patriarch von Kilikien der Armenisch-katholischen Kirche.

## Leben
Hagop Hovsepian war zunächst Mönch der Armenisch-apostolischen Kirche. 1720 konvertierte er zur armenisch-katholischen Kirche und wurde durch Bischof Abraham Ardzivian von Aleppo zum Priester geweiht. Hovsepian begleitete Ardzivian in das Exil nach Kreim (Libanon). 1635 kehrte er als Stellvertreter Bischof Ardzivians nach Aleppo zurück, konnte 1638 für die katholisch gesinnten Armenier der Stadt eine Kirche erlangen und 1639 die Erlaubnis zur Rückkehr seines Bischofs nach Aleppo erwirken. 1740 ordinierte ihn der zwischenzeitlich zum Patriarchen von Kilikien gewählte Abraham Bedros I. Ardzivian zum Bischof. Bedros I. wurde von Bischof Hovsepian sowie zwei ebenfalls neugeweihten Geistlichen zum Patriarchen von Kilikien konsekriert. Danach konnte sich Hovsepian nur noch einige Zeit in Aleppo halten und wirkte in der Folgezeit zusammen mit Patriarch Abraham Bedros I. Ardzivian in Kreim. 
Nach dessen Tod wurde Hovsepian 1749 zum Patriarchen gewählt. In seiner Amtszeit errichtete er das Kloster Bzommar und transferierte den Sitz des armenisch-katholischen Patriarchen von Kilikien in die Neugründung.